# 岡本倫
岡本倫，日本男性漫畫家，暱稱。和歌山縣出身，現居於東京都。喜好GUNPLA。成名作為《變異體少女》。

## 簡歷
岡本倫曾是BANDAI的員工，參與製作《時之國度的妖精旋律》（時の国のエルフェンリート）。
大型同人團體フランスパン的成員代表「なりたのぶや」，以及知名漫畫家冨樫義博等人，都曾經公開表示是岡本倫的支持者。
成名之作也是其代表作為《變異體少女》，後來更被改編為共十三集的動畫與一集OVA作品。除此之外还有週刊YOUNG JUMP上連載的跳台滑雪為主題的《銀白榮躍》和被改造具超能力少女為主題的《極黑的布倫希爾特》，並且更被週刊少年Jump冠以「異能作家」、「異才」等稱號。2017年起於《週刊Young Magazine》連載《平行天堂》。
2018年，49382号小行星（R. A. Tucker发现）被命名为岡本倫的名字，同一批被命名为小行星名字的还有奈须蘑菇、绫辻行人、新海诚、伊福部昭、高梨康治等。

## 畫風
岡本倫從單篇（非連載）作品時代開始，像是具獨創性的作品標題、描寫女性角色之不幸遭遇的細緻手法，以及男女之間交往的奇妙情節等，他都能夠以作品的形式呈現給觀眾，這是他始終不變的一貫特徵。不過，在初期階段的漫畫描寫能力，特別是作畫功力這方面，就算是奉承話也不能說是技巧熟練（即作畫技巧不佳）；這點從單篇作品時代開始，一直到《變異體少女》連載前半段為止，都是很明顯呈現出來的現象（話雖如此，也有人認為那正是聯繫作品的狂熱人氣，以及上面提到之「作者很萌」的其中一項因素）。

從《變異體少女》連載後半段開始，作畫功力方面的問題已經克服，技術面上應該看到的畫面也已具有一定程度的表現；但另一方面，漫畫作品愈來愈接近所謂「普通程度」（特色逐漸喪失），這也讓為數不少的支持者為此感到相當複雜的心情。

由於其所繪製漫畫之中，其對許多女性角色描寫過於"激烈"之緣故，故在ACG有"虐妹狂魔"之稱號。

## 作品列表

### 連載作品
- 《妖精的旋律》（エルフェンリート），2002年至2005年期間進行連載，單行本全12卷。2004年改編成動畫。
- 《銀白榮躍》（ノノノノ），以滑雪為主題的運動漫畫，2007年至2010年於《週刊YOUNG JUMP》連載完畢，單行本全13卷。
- 《極黑的布倫希爾德》（極黒のブリュンヒルデ），2012年第9号起至2016年第18號在《週刊YOUNG JUMP》連載，單行本全18卷。
- 《平行天堂》（パラレルパラダイス），2017年第16号起在《週刊Young Magazine》連載。

#### 原著
- 《妳是我的淫蕩女王》（君は淫らな僕の女王），由橫槍萌果作画，《Miracle Jump》2012年10号-12号，《週刊YOUNG JUMP》2012年8号、30号、2013年11号、36･37号、38号、50号 - 2017年結束連載，單行本全2卷。

### 單回短篇作品

#### 短編集
- 岡本倫短編集 Flip Flap（集英社、愛蔵版Comics、2008年3月19日發售、ISBN 978-4-08-782169-7）
- 岡本倫短編集 Flip Flap 新裝版（Young Jump Comics）

| 卷數 | 集英社        | 集英社                 | 青文出版社    | 青文出版社           |
| 卷數 | 發售日期      | ISBN                   | 發售日期      | EAN                  |
| ---- | ------------- | ---------------------- | ------------- | -------------------- |
| 全   | 2014年7月18日 | ISBN 978-4-08-890001-8 | 2016年3月16日 | EAN 471-8016-01670-5 |

#### 短篇列表
| 標題日文                    | 中文標題                | 刊載誌                                       | 收錄                                                                             |
| --------------------------- | ----------------------- | -------------------------------------------- | -------------------------------------------------------------------------------- |
| Flip Flap                   |                         | 未刊載                                       | 『岡本倫短編集 Flip Flap』                                                       |
| Lime Yellow                 |                         | 未刊載                                       | 『岡本倫短編集 Flip Flap』                                                       |
| エルフェンリート            | Elfen Lied              | 『Young Jump增刊「漫革」』 2000年2月20日号   | 『岡本倫短編集 Flip Flap』 『岡本倫短編集 Flip Flap 新裝版』 『Elfen lied』第5卷 |
| デジトポリス                | 命運未爆彈              | 『別冊Young Jump』2000年5月5日号             | 『岡本倫短編集 Flip Flap』 『岡本倫短編集 Flip Flap 新裝版』 『Elfen lied』第2卷 |
| MOL                         | MOL                     | 『別冊Young Jump』2000年12月31日号           | 『岡本倫短編集 Flip Flap』 『岡本倫短編集 Flip Flap 新裝版』 『Elfen lied』第1巻 |
| メモリア                    | 重生情緣                | 『週刊Young Jump』2002年19号                 | 『岡本倫短編集 Flip Flap』 『岡本倫短編集 Flip Flap 新裝版』 『Elfen lied』第3卷 |
| カリエラ                    | 就業人生                | 『Young Jump增刊 Shigoto魂』 2005年11月5日号 | 『岡本倫短編集 Flip Flap』 『岡本倫短編集 Flip Flap 新裝版』                     |
| レジストラ                  | 記憶操縱師              | 『Young Jump增刊 漫太郎』 2006年5月20日号    | 『岡本倫短編集 Flip Flap』 『岡本倫短編集 Flip Flap 新裝版』                     |
| アルマージュ                | 浴火兄妹情              | 『週刊Young Jump』2006年32号                 | 『岡本倫短編集 Flip Flap』 『岡本倫短編集 Flip Flap 新裝版』                     |
| EXEXE                       |                         | 未刊載（name原稿）                           | 『岡本倫短編集 Flip Flap』                                                       |
| きみとこうかん              | 與妳交換                | 『週刊Young Jump』2011年8号                  | 『岡本倫短編集 Flip Flap 新裝版』                                                |
| エルフェンリート特別編      | 妖精的旋律 特別篇       | 未刊載                                       | 妖精的旋律 Blu-ray BOX                                                           |
| 極黒のブリュンヒルデ 特別編 | 極黑的布倫希爾德 特別篇 | 『Miracle Jump』2014年6月30日号              | 未收錄                                                                           |

### 同人時期作品
- 《Flip Flap》，雖說曾經是同人作品，但是現在已被集英社收錄於《岡本倫短編集 Flip Flap》當中以商業的形式重新販售[3]。

### 插畫
- 南鎌倉高校女子自行車社（電視動畫第2話Ending Card）

## 関連項目
- ボルケーノ太田
- 鈴井匡伸
- 小木君人

## 附註
1. ↑  Soft Circle French-Bread，這是由日本知名的同人遊戲製作團體「渡辺製作所」之成員，於2003年所設立的同人組織
2. ↑  中文代理的漫畫版本中《妖精的旋律》被長鴻出版社翻譯為《變異體少女》，而讀切版《妖精的旋律》則是使用了《Elfen Lied》這名字。青文出版社代理短篇集新裝版的則改譯為《妖精協奏曲》。
3. ↑  巧合的是在日本地區《岡本倫短編集 Flip Flap》和《銀白榮躍》的單行本第一卷，都於同一日（2008年3月19日）發售

## 外部連結
- 岡本倫的X（前Twitter）（日語）
- ■FOR-NEXT - 岡本倫 HOMEPAGE （页面存档备份，存于） - 作者岡本倫的官方網站（日語）
- 角沢研(仮)‐岡本倫 ノノノノ、エルフェンリートのファンサイト - 作者岡本倫的愛好者所設的應援網站（非官方）（日語）